# David Limon
David Limon je predavatelj na Filozofski fakulteti Univerze v Ljubljani, prevajalec in vodja strokovnih seminarjev za učitelje in prevajalce.

## Življenje in delo
David Limon se je rodil leta 1955 v Withernsea, Združeno kraljestvo. Vpisal se je na Univerzo v Leedsu, kjer je leta 1976 diplomiral iz angleške književnosti in filozofije, nato pa je obiskoval Univerzo v Manchestru, kjer je leta 1979 pridobil podiplomski certifikat za poučevanje angleščine kot tujega jezika. Opravil je tudi magisterij iz jezikoslovja na Univerzi v Exetru, doktoriral pa na Filozofski fakulteti v Ljubljani z disertacijo Prevodoslovna kontrastivna funkcijska analiza neleposlovnih besedil v slovenščini in angleščini.
Po končanem doktoratu je najprej delal v Španiji, Nigeriji, Veliki Britaniji in Jugoslaviji, nato pa je deloval kot samostojni pisec izobraževalnega gradiva. Za svoje delo je v letih 1988 in 1992 prejel državno nagrado (British Interactive Multimedia Association), prav tako tudi leta 1997 (Languages for Export Award). Med letoma 1996 in 1998 je bil koordinator projekta Socrates Lingua Action D, pri katerem je sodelovalo sedem evropskih univerz, poleg tega pa tudi svetovalec projekta Leonardo, katerega koordinator je bila Univerza Thames Valley.
Od leta 1998 je zaposlen na Oddelku za prevajalstvo na Univerzi v Ljubljani, leta 2005 je postal docent za področje angleškega jezika, zdaj je izredni profesor. Bil je vodja katedre za angleški jezik. Sodeloval je v maturitetni predmetni komisiji za angleščino.  V obdobju 2003–2006 je sodeloval pri mednarodnem projektu Socrates Action 6 – Usposabljanje univerzitetnih učiteljev za večjezične skupine študentov v(TeMCU), ki ga je koordinirala Univerza v Granadi.
Prevaja za različne slovenske kulturne ustanove in vodi strokovne seminarje za učitelje in prevajalce.